# الإعاقة في جنوب السودان
الإعاقة في جنوب السودان تشير إلى أوضاع وتجارب الأفراد ذوي الإعاقة داخل دولة جنوب السودان. وبحسب ما أفادت به منظمة Light for the World الدولية المعنية بقضايا الإعاقة، يُقدّر عدد الأشخاص ذوي الإعاقة في جنوب السودان بحوالي 250,000 شخص.

## التشريعات
في عام 2015، أصدرت حكومة جنوب السودان قانونًا لحماية حقوق واحتياجات الأشخاص ذوي الإعاقة، بهدف ضمان المساواة في الفرص والحد من التمييز، وتحسين إمكانية الوصول إلى الخدمات الأساسية كالصحة والتعليم والعمل.

## المنظمات
تأسس الاتحاد الوطني لمنظمات الأشخاص ذوي الإعاقة (NUDPO) في سبتمبر 2020 ليكون منظمة جامعة تُنسّق بين الجمعيات المختلفة التي تمثل الأشخاص ذوي الإعاقة في جنوب السودان، وتسعى إلى تعزيز حقوقهم والدفاع عن مصالحهم.
يتكوّن الاتحاد من ثماني منظمات فرعية، من بينها:
- شبكة نساء جنوب السودان ذوات الإعاقة
- الجمعية الوطنية للصم في جنوب السودان

وهذه الكيانات تعمل معًا لمناصرة الإدماج الاجتماعي والتمكين الاقتصادي والسياسي للأشخاص ذوي الإعاقة، لاسيما في السياق ما بعد النزاع.

## تحديات
يعاني الأشخاص ذوو الإعاقة في جنوب السودان من ظروف صعبة، تشمل: ضعف البنية التحتية الداعمة مثل الأرصفة والمواصلات
قلة الخدمات الطبية والتأهيلية المتخصصة
التمييز المجتمعي ووصمة العار
تأثر العديد منهم مباشرة أو غير مباشرة بالحرب الأهلية الطويلة، سواء من خلال الإصابة أو النزوح

## روابط خارجية
Rohwerder, B. (2018). Disability in South Sudan. K4D Helpdesk Report (PDF) (Report). Brighton, UK: Institute of Development Studies. مؤرشف من الأصل (PDF) في 2025-02-17.